# Maurice Ager
Maurice Darnell Ager (Detroit, Míchigan, 9 de febrero de 1984) es un exbaloncestista estadounidense que disputó cinco temporadas en la NBA. Mide 1,96 metros y jugaba en la posición de escolta.

## Trayectoria deportiva

### Universidad
Su etapa universitaria transcurrió con los Spartans de Michigan State durante cuatro temporadas, con los que consiguió llegar en 2005 a la Final Four tras batir a Kentucky Wildcats en cuartos de final tras dos prórrogas. Sus promedios totales fueron de 10,0 puntos y 3,2 rebotes por partido.

### Profesional
Fue elegido en el puesto 28 del Draft de la NBA de 2006 por Dallas Mavericks, pero tras unos inicios de temporada con pocos minutos, tras jugar 16 partidos fue enviado al equipo de la NBA Development League de los Fort Worth Flyers, donde en 5 partidos promedió 14,2 puntos y 3,6 rebotes. Fue posteriormente llamado de nuevo por los Mavericks donde jugó otros 16 partidos más. En 2007 sigue formando parte de la plantilla del equipo tejano.
El 19 de febrero de 2008 fue traspasado a New Jersey Nets junto con Trenton Hassell, Devin Harris, DeSagana Diop, Keith Van Horn y las elecciones de primera ronda de los drafts de 2008 y 2010, a cambio de Jason Kidd, Antoine Wright y Malik Allen.
El 21 de agosto de 2009 el Cajasol Sevilla ha anunciado el fichaje del estadounidense Maurice Ager, alero de 1,93 metros de altura y 25 años, que ha sellado su vinculación con el club sevillano por una temporada, después de militar las dos últimas campañas en los New Jersey Nets de la NBA.
En enero del 2010 se retiró del equipo CajaSol para tener oportunidades de poder ejercer profesionalmente en Estados Unidos, donde jugó brevemente con los Maine Red Claws de la G League y luego con Minnesota Timberwolves. Con los Timberwolves disputó 4 encuentros antes de ser cortado el 11 de noviembre de 2010.

## Estadísticas de su carrera en la NBA

### Temporada regular
| Año     | Equipo     | PJ | PT | MPP | %TC  | %3P  | %TL  | RPP | APP | ROB | TPP | PPP |
| ------- | ---------- | -- | -- | --- | ---- | ---- | ---- | --- | --- | --- | --- | --- |
| 2006-07 | Dallas     | 32 | 1  | 6.7 | .314 | .333 | .606 | .7  | .2  | .1  | .1  | 2.2 |
| 2007-08 | Dallas     | 12 | 3  | 6.4 | .185 | .000 | .833 | .3  | .3  | .0  | .1  | 1.3 |
| 2007-08 | New Jersey | 14 | 0  | 6.3 | .421 | .273 | .167 | .6  | .3  | .0  | .0  | 2.6 |
| 2008-09 | New Jersey | 20 | 0  | 4.9 | .349 | .000 | .500 | .5  | .2  | .1  | .1  | 1.7 |
| 2010-11 | Minnesota  | 4  | 0  | 7.3 | .545 | .750 | .000 | .5  | .3  | .3  | .0  | 3.8 |
| Total   | Total      | 82 | 4  | 6.2 | .339 | .250 | .566 | .6  | .2  | .1  | .1  | 2.1 |

### Playoffs
| Año   | Equipo | PJ | PT | MPP | %TC  | %3P  | %TL  | RPP | APP | ROB | TPP | PPP |
| ----- | ------ | -- | -- | --- | ---- | ---- | ---- | --- | --- | --- | --- | --- |
| 2007  | Dallas | 3  | 0  | 8.0 | .556 | .667 | .500 | 1.0 | .0  | .0  | .0  | 5.0 |
| Total | Total  | 3  | 0  | 8.0 | .556 | .667 | .500 | 1.0 | .0  | .0  | .0  | 5.0 |